# Oscarverleihung 1994
Übersicht aller ausgezeichneten Filme

◄◄ | ◄ | 1990 | 1991 | 1992 | 1993 | Oscarverleihung 1994 | 1995 | 1996 | 1997 | 1998 | ► | ►►

Weitere Ereignisse

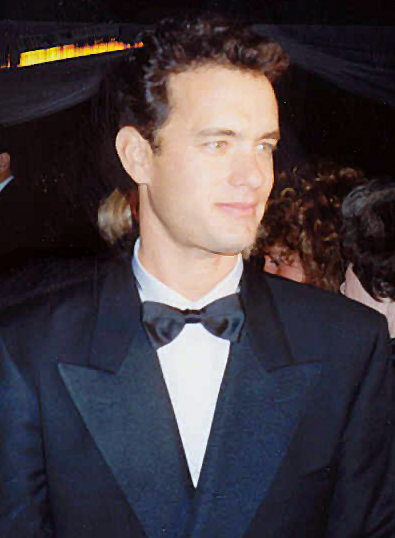
Ausgezeichnet als Bester Hauptdarsteller: Tom Hanks für Philadelphia.

Die Oscarverleihung 1994 fand am 21. März 1994 im Dorothy Chandler Pavilion in Los Angeles statt. Es waren die 66th Annual Academy Awards. Im Jahr der Auszeichnung werden immer Filme des vergangenen Jahres ausgezeichnet, in diesem Fall also die Filme des Jahres 1993.
| Film                                    | N  | A |
| --------------------------------------- | -- | - |
| Schindlers Liste                        | 12 | 7 |
| Das Piano                               | 8  | 3 |
| Was vom Tage übrig blieb                | 8  | 0 |
| Auf der Flucht                          | 7  | 1 |
| Im Namen des Vaters                     | 7  | 0 |
| Philadelphia                            | 5  | 2 |
| Zeit der Unschuld                       | 5  | 1 |
| Cliffhanger – Nur die Starken überleben | 3  | 0 |
| In the Line of Fire – Die zweite Chance | 3  | 0 |
| Jurassic Park                           | 3  | 3 |
| Die Firma                               | 2  | 0 |
| Lebewohl, meine Konkubine               | 2  | 0 |
| Orlando – eine Biographie               | 2  | 0 |
| Schlaflos in Seattle                    | 2  | 0 |
| Shadowlands                             | 2  | 0 |
| Tina – What’s Love Got to Do with It?   | 2  | 0 |

## Moderation
Whoopi Goldberg führte zum ersten Mal als Moderatorin durch die Oscarverleihung. Die Präsentatoren der Kandidaten sind bei den jeweiligen Kategorien weiter unten aufgeführt.

## Gewinner und Nominierungen

### Bester Film
präsentiert von Harrison Ford
Schindlers Liste (Schindler’s List) – Branko Lustig, Gerald R. Molen, Steven Spielberg
Auf der Flucht (The Fugitive) – Arnold Kopelson
Im Namen des Vaters (In the Name of the Father) – Jim Sheridan
Das Piano (The Piano) – Jan Chapman
Was vom Tage übrig blieb (The Remains of the Day) – John Calley, Ismail Merchant, Mike Nichols

### Beste Regie
präsentiert von Clint Eastwood
Steven Spielberg – Schindlers Liste (Schindler’s List)
Robert Altman – Short Cuts
Jane Campion – Das Piano (The Piano)
James Ivory – Was vom Tage übrig blieb (The Remains of the Day)
Jim Sheridan – Im Namen des Vaters (In the Name of the Father)

### Bester Hauptdarsteller
präsentiert von Emma Thompson
Tom Hanks – Philadelphia
Daniel Day-Lewis – Im Namen des Vaters (In the Name of the Father)
Laurence Fishburne – Tina – What’s Love Got to Do with It? (What’s Love Got to Do with It)
Anthony Hopkins – Was vom Tage übrig blieb (The Remains of the Day)
Liam Neeson – Schindlers Liste (Schindler’s List)

### Beste Hauptdarstellerin
präsentiert von Al Pacino
Holly Hunter – Das Piano (The Piano)
Angela Bassett – Tina – What’s Love Got to Do with It? (What’s Love Got to Do with It)
Stockard Channing – Das Leben – Ein Sechserpack (Six Degrees of Separation)
Emma Thompson – Was vom Tage übrig blieb (The Remains of the Day)
Debra Winger – Shadowlands

### Bester Nebendarsteller
präsentiert von Marisa Tomei
Tommy Lee Jones – Auf der Flucht (The Fugitive)
Leonardo DiCaprio – Gilbert Grape – Irgendwo in Iowa (What's Eating Gilbert Grape)
Ralph Fiennes – Schindlers Liste (Schindler’s List)
John Malkovich – In the Line of Fire – Die zweite Chance (In the Line of Fire)
Pete Postlethwaite – Im Namen des Vaters (In the Name of the Father)

### Beste Nebendarstellerin
präsentiert von Gene Hackman
Anna Paquin – Das Piano (The Piano)
Holly Hunter – Die Firma (The Firm)
Rosie Perez – Fearless – Jenseits der Angst (Fearless)
Winona Ryder – Zeit der Unschuld (The Age of Innocence)
Emma Thompson – Im Namen des Vaters (In the Name of the Father)

### Bestes Adaptiertes Drehbuch
präsentiert von Jeremy Irons
Steven Zaillian – Schindlers Liste (Schindler’s List)
Jay Cocks, Martin Scorsese – Zeit der Unschuld (The Age of Innocence)
Terry George, Jim Sheridan – Im Namen des Vaters (In the Name of the Father)
Ruth Prawer Jhabvala – Was vom Tage übrig blieb (The Remains of the Day)
William Nicholson – Shadowlands

### Bestes Original-Drehbuch
präsentiert von Jeremy Irons
Jane Campion – Das Piano (The Piano)
Jeff Arch, Nora Ephron, David S. Ward – Schlaflos in Seattle (Sleepless in Seattle)
Jeff Maguire – In the Line of Fire – Die zweite Chance (In the Line of Fire)
Ron Nyswaner – Philadelphia
Gary Ross – Dave

### Beste Kamera
präsentiert von Kirk Douglas
Janusz Kamiński – Schindlers Liste (Schindler’s List)
Gu Changwei – Lebewohl, meine Konkubine (Bàwáng Bié Jī)
Michael Chapman – Auf der Flucht (The Fugitive)
Stuart Dryburgh – Das Piano (The Piano)
Conrad L. Hall – Das Königsspiel – Ein Meister wird geboren (Searching for Bobby Fischer)

### Bestes Szenenbild
präsentiert von Tom Hanks
Ewa Braun, Allan Starski – Schindlers Liste (Schindler’s List)
Ken Adam, Marvin March – Die Addams Family in verrückter Tradition (Addams Family Values)
Luciana Arrighi, Ian Whittaker – Was vom Tage übrig blieb (The Remains of the Day)
Dante Ferretti, Robert J. Franco – Zeit der Unschuld (The Age of Innocence)
Jan Roelfs, Orlando – eine Biographie (Orlando)

### Bestes Kostüm-Design
präsentiert von Sharon Stone
Gabriella Pescucci – Zeit der Unschuld (The Age of Innocence)
Jenny Beavan, John Bright – Was vom Tage übrig blieb (The Remains of the Day)
Janet Patterson – Das Piano (The Piano)
Sandy Powell – Orlando – eine Biographie (Orlando)
Anna B. Sheppard – Schindlers Liste (Schindler’s List)

### Bestes Make-up
präsentiert von Joan Chen und Val Kilmer
Greg Cannom, Ve Neill, Yolanda Toussieng – Mrs. Doubtfire – Das stachelige Kindermädchen (Mrs. Doubtfire)
Alan D’Angerio, Carl Fullerton – Philadelphia
Judith A. Cory, Matthew Mungle, Christina Smith – Schindlers Liste (Schindler’s List)

### Beste Filmmusik
präsentiert von Goldie Hawn
John Williams – Schindlers Liste (Schindler’s List)
Elmer Bernstein – Zeit der Unschuld (The Age of Innocence)
Dave Grusin – Die Firma (The Firm)
James Newton Howard – Auf der Flucht (The Fugitive)
Richard Robbins – Was vom Tage übrig blieb (The Remains of the Day)

### Bester Song
präsentiert von Whitney Houston
„Streets of Philadelphia“ aus Philadelphia – Bruce Springsteen
„Again“ aus Poetic Justice – Janet Jackson, James Harris III und Terry Lewis
„The Day I Fall in Love“ aus Eine Familie namens Beethoven (Beethoven’s 2nd) – James Ingram, Clif Magness, Carole Bayer Sager
„Philadelphia“ aus Philadelphia – Neil Young
„A Wink and a Smile“ aus Schlaflos in Seattle (Sleepless in Seattle) – Ramsey McLean, Marc Shaiman

### Bester Schnitt
präsentiert von Geena Davis
Michael Kahn – Schindlers Liste (Schindler’s List)
Don Brochu, David Finfer, Dean Goodhill, Dov Hoenig, Richard Nord, Dennis Virkler – Auf der Flucht (The Fugitive)
Anne V. Coates – In the Line of Fire – Die zweite Chance (In the Line of Fire)
Gerry Hambling – Im Namen des Vaters (In the Name of the Father)
Veronika Jenet – Das Piano (The Piano)

### Beste Tonmischung
präsentiert von Nicolas Cage und Shirley MacLaine
Ron Judkins, Shawn Murphy, Gary Rydstrom, Gary Summers – Jurassic Park
Bob Beemer, Tim Cooney, Michael Minkler – Cliffhanger – Nur die Starken überleben (Cliffhanger)
Bill W. Benton, Chris Carpenter, Doug Hemphill, Lee Orloff – Geronimo – Eine Legende (Geronimo: An American Legend)
Michael Herbick, Donald O. Mitchell, Frank A. Montaño, Scott D. Smith – Auf der Flucht (The Fugitive)
Ron Judkins, Scott Millan, Andy Nelson, Steve Pederson – Schindlers Liste (Schindler’s List)

### Bester Tonschnitt
präsentiert von Liam Neeson
Richard Hymns, Gary Rydstrom – Jurassic Park
Gregg Baxter, Wylie Stateman – Cliffhanger – Nur die Starken überleben (Cliffhanger)
John Leveque, Bruce Stambler – Auf der Flucht (The Fugitive)

### Beste Visuelle Effekte
präsentiert von Elijah Wood
Michael Lantieri, Dennis Muren, Phil Tippett, Stan Winston – Jurassic Park
John Bruno, Pamela Easley, Neil Krepela, John Richardson – Cliffhanger – Nur die Starken überleben (Cliffhanger)
Gordon Baker, Pete Kozachik, Eric Leighton, Ariel Velasco-Shaw – Nightmare Before Christmas (The Nightmare Before Christmas)

### Bester Dokumentarfilm (Kurzfilm)
präsentiert von Nicole Kidman und Christian Slater
Defending Our Lives – Margaret Lazarus, Renner Wunderlich
Blood Ties: The Life and Work of Sally Mann – Steven Cantor, Peter Spirer
Chicks in White Satin – Elaine Holliman, Jason Schneider

### Bester Dokumentarfilm (Langform)
präsentiert von Nicole Kidman und Christian Slater
Kein Herz für Kinder (I Am a Promise: The Children of Stanton Elementary School) – Alan Raymond, Susan Raymond
The Broadcast Tapes of Dr. Peter – Arthur Ginsberg, David Paperny
For Better or for Worse – David Collier, Betsy Thompson
Die Kommandozentrale (The War Room) – Chris Hegedus, D. A. Pennebaker
Ein sizilianisches Schicksal (Children of Fate: Life and Death in a Sicilian Family) – Susan Todd, Andrew Young

### Bester Kurzfilm (Animiert)
präsentiert von Rosie O’Donnell
Wallace & Gromit – Die Techno-Hose (Wallace & Gromit in The Wrong Trousers) – Nick Park
Blindscape – Stephen Palmer
Le fleuve aux grandes eaux – Frédéric Back, Hubert Tison
Small Talk – Kevin Baldwin, Bob Godfrey
The Village – Mark Baker

### Bester Kurzfilm (Live Action)
präsentiert von Rosie O’Donnell
Schwarzfahrer – Pepe Danquart
Der flämische Meister (The Dutch Master) – Jonathan Brett, Susan Seidelman
Down on the Waterfront – Jonathan Penner, Stacy Title
Partners – Jana Sue Memel, Peter Weller
La vis – Didier Flamand

### Bester Fremdsprachiger Film
präsentiert von Anthony Hopkins
Belle Epoque, Spanien - Fernando Trueba
Der Duft der grünen Papaya (Mùi du du xanh – L’odeur de la papaye verte), Vietnam - Trần Anh Hùng
Hedd Wyn, Vereinigtes Königreich - Paul Turner
Das Hochzeitsbankett (Hsi yen), Taiwan - Ang Lee
Lebewohl, meine Konkubine (Bàwáng Bié Jī), Hongkong - Chen Kaige

## Ehren-Oscars

### Honorary Award
präsentiert von Glenn Close
- Deborah Kerr

### Jean Hersholt Humanitarian Award
präsentiert von Tom Cruise
- Paul Newman